# Machnín
Machnín är en ort i Tjeckien.   Den ligger i regionen Liberec, i den norra delen av landet, 90 km nordost om huvudstaden Prag. Machnín ligger 322 meter över havet och antalet invånare är 926.
Terrängen runt Machnín är varierad. Machnín ligger nere i en dal.Runt Machnín är det tätbefolkat, med 659 invånare per kvadratkilometer. Närmaste större samhälle är Liberec, 5,3 km sydost om Machnín. Omgivningarna runt Machnín är en mosaik av jordbruksmark och naturlig växtlighet.